# Цоци
„Цоци“ (на английски и на африкаанс: Tsotsi) е филм от 2005 г. на РЮА, режисьор Гевин Худ.
Удостоен е с наградата Оскар за чуждестранен филм за 2006 г.